# 신봉승
신봉승(辛奉承, 1933년 5월 23일~2016년 4월 19일)은 대한민국의 소설가, 시인, 역사가, 문학평론가, 극작가, 영화감독, 영화 기획가, 영화 각본가, 대중음악 작사가, 수필가, 대학 교수, 문학 교육가이다.
본관은 영월(寧越)이고 호(號)는 초당(艸堂), 취영(翠影), 한월당(閑月堂)이며 강원도 명주 출생이다.

## 학력
- 강원도 강릉고등농림학교(前) → 강원도 강릉사범학교 졸업
- 중앙대학교 국어국문학과 중퇴
- 경희대학교 국어국문학과 학사
- 경희대학교 대학원 국어국문학과 문학석사

## 주요 경력
- 1957년 시인으로 첫 등단.
- 1960년 문학평론가로 등단.
- 1963년 소설가로 등단.
- 1963년 영화 《두고 온 산하》로 시나리오 작가 데뷔.
- 1963년 영화 《사랑은 주는 것》으로 영화 각색가 데뷔.
- 1964년 가수 최희준의 《월급봉투》라는 곡을 작사하여 대중음악 작사가 데뷔.
- 1970년 영화 《Expo 70 동경 작전》을 각본, 이 영화로 영화 기획가 데뷔.
- 1970년 영화 《해변의 정사》를 각본, 이 영화로 영화감독 데뷔.
- 1971년 극작가로 등단.
- 1973년 수필가로 등단.

## 작품 활동

### 저서
- 《조선왕조오백년》
- 1996년, 《신봉승의 조선사 나들이》
- 1998년, 《역사 그리고 도전》
- 2006년, 《조선의 마음》
- 2006년, 《나라를 세웠으면 역사를 고쳐야지 : 흐름으로 읽는 조선의 역사》
- 2007년, 《일본을 답하다》
- 2009년, 《조선도 몰랐던 조선》
- 2009년, 《조선 지식인의 리더십 : 신봉승의 한국사 바로 읽기》
- 2009년, 《조선 정치의 꽃, 정쟁》
- 2010년, 《문묘 18현 : 조선 선비의 거울》
- 2011년, 《역사란 무엇인가 : 신봉승의 역사 바로 읽기》
- 2011년, 《국가란 무엇인가 : 신봉승의 한국형 리더십 강의》
- 2012년, 《세종, 대한민국 대통령이 되다》

### 영화 각본
- 《두고 온 산하》
- 《창공에 산다》

### 드라마
- 1971년 《수사반장》[2]
- 1973년 《113 수사본부》
- 1976년 《꽃사슴》
- 1977년 《타국》
- 1977년 《옥녀》
- 1978년 《연지》
- 1979년 《하얀 민들레》
- 1979년 《안국동 아씨》
- 1980년 《석유》
- 1980년 《고운님 여의옵고》
- 1980년 《간양록》
- 1980년 《고독한 영웅》
- 1981년 《교동 마님》
- 1982년 《풍운》
- 1983년 《조선왕조 오백년 - 추동궁 마마》
- 1983년 《조선왕조 오백년 - 뿌리깊은 나무》
- 1984년 《동토의 왕국》
- 1984년 《조선왕조 오백년 - 설중매》
- 1985년 《조선왕조 오백년 - 풍란》
- 1985년 《조선왕조 오백년 - 임진왜란》
- 1986년 《조선왕조 오백년 - 회천문》
- 1986년 《조선왕조 오백년 - 남한산성》
- 1988년 《조선왕조 오백년 - 인현왕후》
- 1988년 《조선왕조 오백년 - 한중록》
- 1989년 《조선왕조 오백년 - 파문》
- 1990년 《조선왕조 오백년 - 대원군》
- 1991년 《유심초》
- 1994년 《한명회》
- 1995년 《찬란한 여명》
- 2002년 《너희가 나라를 아느냐》
- 2003년 《장희빈》강태완으로 집필

### 드라마 원작
- 2001년 《영웅시대》 ... 2004년 이환경 작가가 크리에이터로 참여

## 같이 보기
- 신봉승 시나리오 작품 목록